# Atesta balteata
Atesta balteata là một loài bọ cánh cứng trong họ Cerambycidae.